# 푸시야바르만
푸시야바르만(Pushyavarman, 재위 350년 ~ 374년)은 인도 동부 카마루파의 첫 번째 역사적인 통치자로, 서기 350년에 바르만 왕조를 세웠다.

## 치세
푸시야바르만은 그의 나라에서 베다 문화가 번성하도록 격려했다. 힌두교의 영향은 그의 통치 기간 동안 널리 퍼져 있었다. 그는 굽타 제국 아래의 다른 국가들, 특히 사무드라굽타와 같은 고위직의 통치자들과 문화적, 정치적, 외교적인 관계를 유지했다. 푸시야바르만의 아들들 중 한 명은 닷타데비와 결혼한 사무드라바르만이었다. 그의 위대한 동시대의 사무드라굽타의 왕비의 이름 또한 닷타데비였는데, 아마도 둘 다 같은 가문과 결혼했을 것이다. 그들은 친척이었지만, 사무드라굽타는 아슈바메다 희생제에 대한 그의 수행과 관련하여 사무드라바르만의 아들 발라바르만과 싸워 승리하였다. 이것은 사무드라굽타의 알라하바드 비문에 기록되어 있다. 굽타는 외부의 위협뿐만 아니라 내부의 불화를 잠재워야 했다. 사무드라굽타가 마침내 인도 아대륙을 포함하는 제국을 세운 것처럼 사무드라바르만은 태평양에 인접한 동부 반도까지 세력을 확장했다.

## 같이 보기
- 바스카라바르만

## 추가 읽기
- Vasu, Nagendranath (1922). 《The Social History of Kamarupa》.
- Tripathi, Chandra Dhar (2008). 《Kamarupa-Kalinga-Mithila politico-cultural alignment in Eastern India : history, art, traditions》. Indian Institute of Advanced Study. 197쪽.
- Wilt, Verne David (1995). 《Kamarupa》. V.D. Wilt. 47쪽.
- Majumdar, Ramesh Chandra (1977). 《Ancient India》. Motilal Banarsidass Publications. 538쪽.
- Kapoor, Subodh (2002). 《Encyclopaedia of ancient Indian geography》. Cosmo Publications. 364쪽.
- Sen, Sailendra Nath (1999). 《Ancient Indian History and Civilization》. New Age International. 668쪽.
- Kapoor, Subodh (2002). 《The Indian encyclopaedia: biographical, historical, religious,administrative, ethnological, commercial and scientific》. Genesis Publishing Pvt Ltd. 320쪽.
- Sarkar, Ichhimuddin (1992). 《Aspects of historical geography of Pragjyotisha-Kamarupa (ancient Assam)》. Naya Prokash. 295쪽.
- Deka, Phani (2007). 《The great Indian corridor in the east》. Mittal Publications. 404쪽.
- Pathak, Guptajit (2008). 《Assam's history and its graphics》. Mittal Publications. 211쪽.
- Samiti, Kamarupa Anusandhana (1984). 《Readings in the history & culture of Assam》. Kamarupa Anusandhana Samiti. 227쪽.
- Lahiri, Nayanjot (1991). 《Pre-Ahom Assam: Studies in the Inscriptions of Assam between the Fifth and the Thirteenth Centuries AD》. Munshiram Manoharlal Publishers Pvt Ltd.